# FTSE 100
FTSE 100 (skrót z ang. Financial Times Stock Exchange, potocznie footsie) – indeks akcji spółek notowanych na London Stock Exchange. Indeks obejmuje 100 największych spółek spełniających wiele wymagań dotyczących płynności, kapitalizacji itp.
Indeks FTSE 100 uznaje się za barometr brytyjskiej gospodarki. Obok indeksów DAX i CAC 40 należy on do największych w Europie.
Spółki wchodzące w skład indeksu stanowią około 80% kapitalizacji giełdy LSE.
W październiku 2022 roku największymi pod względem kapitalizacji przedsiębiorstwami wchodzącymi w skład indeksu były:
- Shell plc (164 mld GBP)
- AstraZeneca plc (152 mld GBP)
- Unilever plc (97 mld GBP)
- HSBC Holdings plc (92 mld GBP)
- BP plc (85 mld GBP)
- Diageo plc (82 mld GBP)

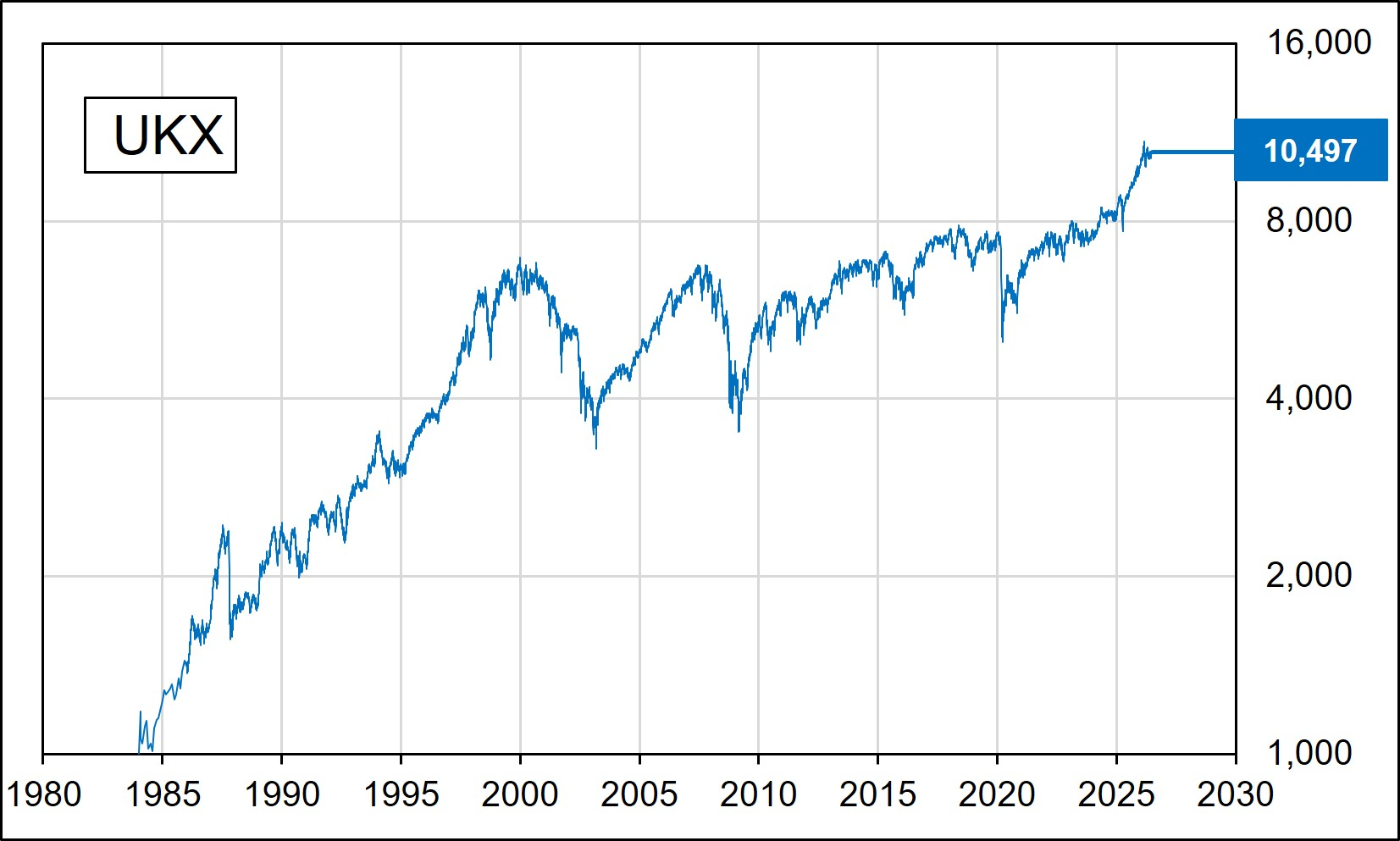
FTSE 100 od 1984 r.

- British American Tobacco plc (73 mld GBP)

## Skład indeksu
Skład indeksu poddawany jest rewizji co trzy miesiące. Co roku wchodzi do niego i opuszcza go od kilku do kilkunastu przedsiębiorstw.
Stan na marzec 2017:

1. 3i Group(inne języki)
2. Admiral Group(inne języki)
3. Anglo American
4. Antofagasta(inne języki)
5. Ashtead Group(inne języki)
6. Associated British Foods
7. AstraZeneca
8. Aviva
9. Babcock International(inne języki)
10. BAE Systems
11. Barclays
12. Barratt Developments(inne języki)
13. BHP Billiton
14. BP
15. British American Tobacco
16. British Land Co(inne języki)
17. BT Group
18. Bunzl(inne języki)
19. Burberry Group
20. Carnival
21. Centrica(inne języki)
22. Coca-Cola HBC(inne języki)
23. Compass Group
24. ConvaTec
25. CRH(inne języki)
26. Croda International(inne języki)
27. DCC(inne języki)
28. Diageo
29. Direct Line Insurance Group(inne języki)
30. easyJet
31. Experian(inne języki)
32. Fresnillo(inne języki)
33. GKN(inne języki)
34. GlaxoSmithKline
35. Glencore
36. Hammerson(inne języki)
37. Hargreaves Lansdown(inne języki)
38. Hikma Pharmaceuticals(inne języki)
39. HSBC Holdings
40. Imperial Brands(inne języki)
41. Informa(inne języki)
42. InterContinental Hotels Group
43. International Airlines Group
44. Intertek Group
45. Intu Properties(inne języki)
46. ITV
47. Johnson Matthey(inne języki)
48. Kingfisher(inne języki)
49. Land Securities Group(inne języki)
50. Legal & General Group(inne języki)
51. Lloyds Banking Group(inne języki)
52. London Stock Exchange Group(inne języki)
53. Marks and Spencer
54. Mediclinic International(inne języki)
55. Merlin Entertainments(inne języki)
56. Micro Focus International(inne języki)
57. Mondi(inne języki)
58. Morrison (Wm) Supermarkets
59. National Grid
60. Next
61. Old Mutual(inne języki)
62. Paddy Power Betfair(inne języki)
63. Pearson
64. Persimmon(inne języki)
65. Provident Financial(inne języki)
66. Prudential
67. Randgold Resources Ltd(inne języki)
68. Reckitt Benckiser Group
69. RELX(inne języki)
70. Rentokil Initial(inne języki)
71. Rio Tinto
72. Rolls-Royce Holdings
73. Royal Bank of Scotland Group
74. Royal Dutch Shell
75. Royal Mail
76. RSA Insurance Group(inne języki)
77. Sage Group (The)
78. Sainsbury (J)
79. Schroders(inne języki)
80. Scottish Mortgage Investment Trust(inne języki)
81. Severn Trent(inne języki)
82. Shire(inne języki)
83. Sky
84. Smith & Nephew(inne języki)
85. Smiths Group(inne języki)
86. Smurfit Kappa Group(inne języki)
87. SSE
88. Standard Chartered(inne języki)
89. Standard Life
90. St James’s Place(inne języki)
91. Taylor Wimpey(inne języki)
92. Tesco
93. TUI
94. Unilever
95. United Utilities Group(inne języki)
96. Vodafone Group
97. Whitbread(inne języki)
98. Wolsley
99. Worldpay Group(inne języki)
100. WPP(inne języki)